# Arnica porsildiorum
Arnica porsildiorum là một loài thực vật có hoa trong họ Cúc. Loài này được B.Boivin mô tả khoa học đầu tiên năm 1948.